# Chris Lindstrom
Christopher Paul Lindstrom (Dudley, Massachusetts, 28 de febrero de 1997) más conocido como Chris Lindstrom, es un jugador profesional estadounidense de fútbol americano que se desempeña en la posición de lineman en Atlanta Falcons, equipo de la National Football League (NFL).

## Carrera
Fue seleccionado en la primera ronda en la Reunión Anual de Selección de Jugadores de la NFL de 2019. Hizo su debut profesional con el equipo Atlanta Falcons, donde lleva jugando cinco temporadas.